# ランディ・ペタルコリン
ランディ・ペタルコリン（Randy Petalcorin 、1991年12月31日 - ）は、フィリピンのプロボクサー。元WBA世界ライトフライ級暫定王者。ダバオ出身。

## 来歴
2009年3月28日、南コタバト州ジェネラル・サントスでデビュー戦を行い、初回1分25秒TKO勝ちを収めた。
2010年1月23日、パサイのクネタ・アストロードームでマーロン・タパレスと対戦し、プロ初敗戦となる2回2分50秒TKO負けを喫した。
2010年7月23日、アラン・ドロニラとミンダナオ島ライトフライ級王座決定戦を行い、2回2分52秒TKO勝ちを収め王座獲得に成功した。
2010年12月4日、5ヵ月ぶりの再戦でアラン・ドロニラとフィリピンPBFライトフライ級王座決定戦を行い、2回1分8秒KO勝ちを収め王座獲得に成功した。
2011年6月11日、ヨーッチンチャイ・シッゴンナパーとABCOコンチネンタルライトフライ級王座決定戦を行い、初回1分3秒KO勝ちを収め王座獲得に成功した。
2011年8月6日、マイケル・ロドリゲスとPABAライトフライ級暫定王座決定戦を行い、8回1分39秒失格勝ちを収め王座獲得に成功した。
2012年4月21日、ネスラ・サシプラパの王座返上に伴いサマートレック・チャイヨンジムとPABAライトフライ級王座決定戦を行い、12回3-0(116-109、119-106、118-107)の判定勝ちを収め、空位の正規王座に認定された（記録上は暫定王座の初防衛）。
2013年2月16日、レネ・パティラノと対戦し、8回2分23秒0-1(75-77、76-76、76-76)の負傷判定で引き分けたがPABA王座の2度目の防衛に成功した。
2013年11月8日、ビクトリア州ストニントン市マルバーンのマルバーン・タウンホールでサムランサック・シンマナサックと対戦し、3回1分14秒TKO勝ちを収めPABA王座の3度目の防衛に成功した。
2014年8月26日、上海のメルセデス・ベンツ・アリーナで行われたアルベルト・ロッセルのWBA世界ライトフライ級正規王座認定に伴うWBA世界ライトフライ級暫定王座決定戦でワルテル・テージョと対戦。タフなテージョに手を焼くが7回TKO勝ちを収め暫定ながら王座獲得に成功した。
2015年4月24日、北京の首都体育館でWBA世界ライトフライ級8位の馬一鳴と対戦し、初回1分45秒KO勝ちを収めWBA王座の初防衛に成功した。
2016年4月15日、メルボルンのザ・メルボルン・パビリオンでオマリ・キムウェリとWBC世界フライ級シルバー王座決定戦を行い、12回1-2（114-113、112-115、112-115）の判定負けを喫し王座獲得に失敗した。試合後、ペタルコリン陣営はキムウェリから4度奪ったダウンを主審が見逃したのが敗因だとしてWBCに抗議。WBCは映像を確認するように指令を出した。
2016年12月4日、南コタバト州ジェネラル・サントスでアーノルド・ガーデとIBFパンパシフィックライトフライ級王座決定戦を行い、10回3-0（100-89、98-91が2者）の判定勝ちを収め王座獲得に成功した。
2017年2月25日、南コタバト州ジェネラル・サントスでマーク・アンソニー・フロリダとノンタイトル10回戦を行い、7回KO勝ちを収めた。
2019年12月23日、横浜アリーナで行われる予定であったWBC・IBF世界ライトフライ級王座統一戦がIBF王者のフェリックス・アルバラードの体調不良により中止となり、その代役としてWBC世界ライトフライ級王者の寺地拳四朗とタイトルマッチを行うことになった。
2019年12月23日、横浜アリーナで寺地に挑戦。3回に3度ダウンを奪われ、4回にもダウンを奪われたところでレフェリーが試合を止め、4回1分8秒TKO負けを喫した。

## 獲得タイトル
- ミンダナオ島ライトフライ級王座
- フィリピンPBFライトフライ級王座
- ABCOコンチネンタルライトフライ級王座
- PABAライトフライ級暫定王座（防衛1=正規王座に認定）
- 第12代PABAライトフライ級王座（防衛2）
- WBA世界ライトフライ級暫定王座（防衛1=返上）
- IBFパンパシフィックライトフライ級王座